# 黑爾巴赫河
49°58′44.93″N 9°16′25.80″E / 49.9791472°N 9.2738333°E

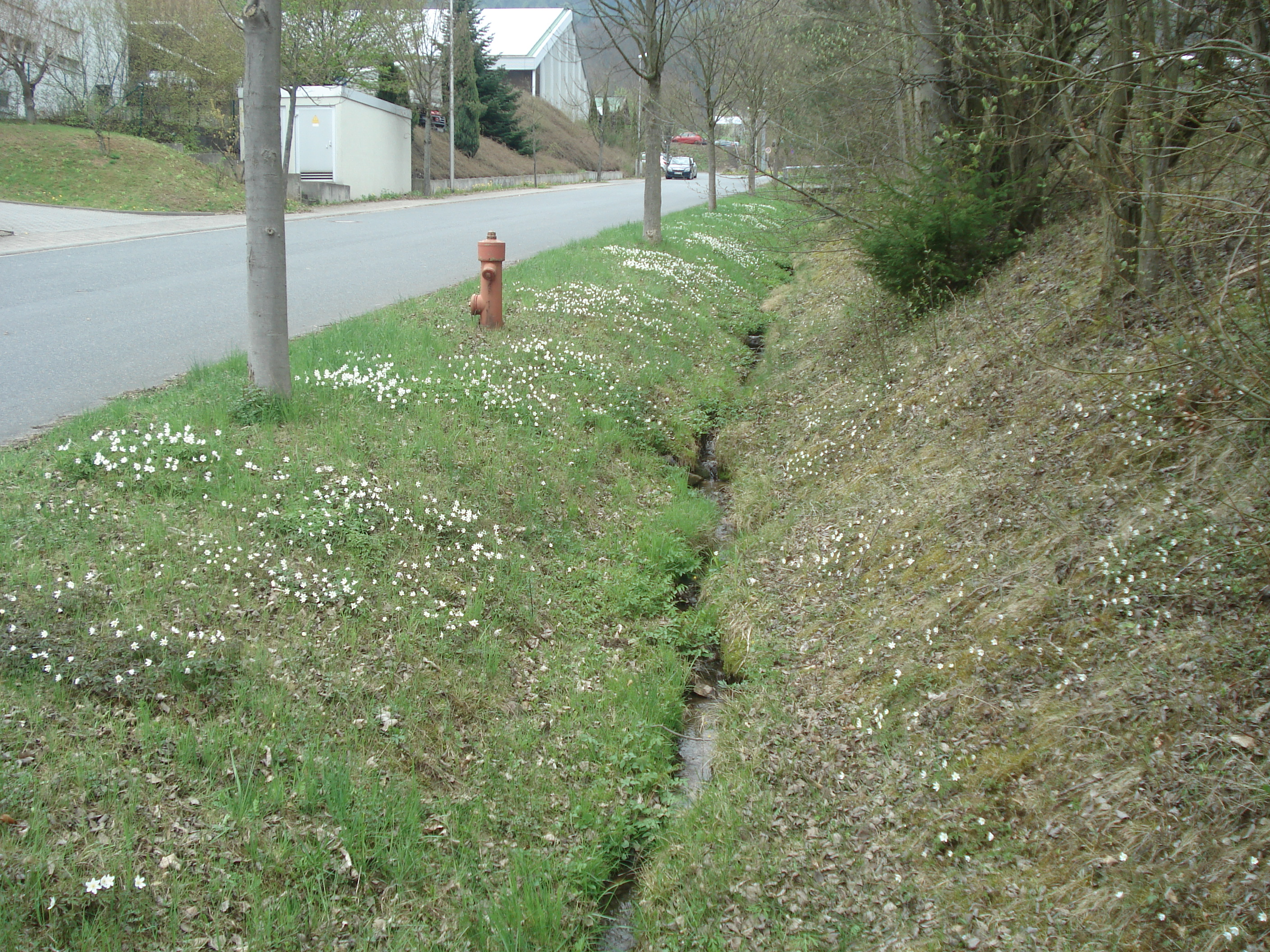

黑爾巴赫河（德語：Heerbach），是德國的河流，位於該國東南部，由巴伐利亞負責管轄，屬於阿沙夫河的右支流，河道全長1.2公里，流域面積0.6平方公里，河口處在瓦爾達沙夫。